# Nebulossa
A Nebulossa egy spanyol együttes, amely 2018-ban alakult Ondarában. Ők képviselték Spanyolországot a 2024-es Eurovíziós Dalfesztiválon Malmőben a Zorra című dalukkal.

## Karrierjük
A Nebulossa a spanyol María Bas és Mark Dasousa közös zenei projektje.
A formáció 2018-ban jött létre. A név a nebulákra utal, mivel egy Port Ainé-i kirándulásuk során egy csillagászati obszervatóriumba mentek, ahol folyamatosan ezt emlegették.
2022-ben Ophelia Alibrandóval közösen részt vettek a San Marinó-i Una voce per San Marino eurovíziós előválogató versenyen, viszont nem jutottak be a döntőbe.

### 2024-es Eurovíziós Dalfesztivál
2023. november 11-én az RTVE bejelentette, hogy az együttes résztvevője lesz a 2024-es Benidorm Fest spanyol eurovíziós nemzeti válogatónak. Zorra című versenydalukkal megnyerték a február 3-án rendezett döntőt, ahol a nemzetközi zsűri, a demoszkópikus zsűri valamint közönség pontjai alakították ki a végeredményt, így ők képviselhették hazájukat a 2024-es Eurovíziós Dalfesztiválon.
A május 11-én rendezett döntőben az együttes nyolcadikként lépett fel, a zsűritől kapott pontokkal a tizenkilencedik helyre kerültek, a nézők szavazataival végül összesen 30 pontot szereztek és a huszonkettedik helyen végeztek.

## Magánélet
A zenei karrierjükün kívül a két tag egy házaspárt alkot, és két gyermekük van.

## Tagok
- María Bas (Mery) – énekesnő
- Mark Dasousa – billentyűk, producer

## Diszkográfia

### Stúdióalbumok
- Poliédrica de mí (2021)

### Kislemezek
- La colmena (2020)
- Océano de palabras (2020)
- Armada roja (2020)
- Alud de inconformismo (2020)
- Anoche (2020)
- Glam (2021)
- 1N84 (2022, Rocío Saiz-zal közösen)
- Me pones a mil (2023)
- Cuando te veo (2023)
- Me ha dado porno (2023)
- Zorra (2023)